# Філентома рудокрила
Філентома рудокрила (Philentoma pyrhoptera) — вид горобцеподібних птахів родини вангових (Vangidae).

## Поширення
Вид поширений в Південно-Східній Азії. Поширений на півдні Таїланду і М'янми, на Малайському півострові, Суматрі і Калімантані. Природним середовищем існування є субтропічні або тропічні вологі низинні ліси.

## Опис
Дрібний птах завдовжки до 18 см. Статі відрізняються за зовнішнім виглядом. У самця голова і спина блакитні. Крила та хвіст або червонувато-коричневі, або сині, залежно від підвиду. Груди сині, а живіт сіруватий. Самиця сірувато-коричнева на голові і спині і червонувато-коричнева на крилах і хвості. Очі червоні.

## Спосіб життя
Трапляється парами або невеликими групами, може утворювати змішані зграї з іншими птахами. Пересувається в кронах дерев у пошуках поживи. Харчується комахами.